# Лунгу, Чисамба
Чисамба Лу́нгу (англ. Chisamba Lungu; 31 января 1991, Кафуэ, Замбия) — замбийский футболист, полузащитник. Выступал за сборную Замбии.

## Карьера

### Клубная
Карьера Лунгу началась в 2006 году в клубе ФК «Кафуе» (нынешнее название — «Кафуе Селтик»). В сезоне 2007/08 был отдан в аренду одному из лучших клубов Замбии «Занако».
В январе 2009 года Чисамба Лунгу приглашался в ереванский «Пюник» вместе с другим замбийским футболистом Эммануэлем Мбола.
В июле 2009 года отдан в аренду в грузинский «Баия» из города Зугдиди. Отыграв в Грузии неплохой сезон, в августе 2010 года Лунгу присоединился к составу екатеринбургского «Урала». Он стал первым африканским игроком за всю историю клуба. Дебют футболиста в Первом дивизионе состоялся 24 августа против «Авангарда» из Курска. Первый мяч в составе «Урала» забил 22 августа 2012 года, отличившись с пенальти в игре с белгородским «Салютом».
Дважды, в октябре 2013 года и в августе 2014 года признавался болельщиками «Урал» «Лучшим игроком месяца». Последний матч за «шмелей» провел против тульского «Арсенала».
16 августа 2017 года подписал трёхлетний контракт с турецким клубом «Аланьяспор». Зимой 2018 года перешёл в замбийский «Билдкон». В дальнейшем продолжил карьеру в Замбии, выступая за клубы «Билдкон», «Нкана», «Занако»,  «Нквази» и «Атлетико Лусака»

### В сборной
В 2008 году провёл пять матче в составе молодёжной сборной Замбии, в 2010 году дебютировал в составе основной сборной. 3 июня 2011 года вышел на поле в составе олимпийской сборной Замбии (до 23 лет) в матче против олимпийской сборной Алжира. Матч закончился победой алжирцев со счётом 3:0.
12 февраля 2012 выиграл в составе сборной Замбии Кубок африканских наций, забив послематчевый пенальти в финальном матче.

## Достижения
«Урал»
- Победитель Первенства ФНЛ: 2012/13
- Обладатель Кубка ФНЛ (2): 2012, 2013
- Финалист Кубка России: 2016/17

Сборная Замбии
- Победитель Кубка африканских наций: 2012